# Unterberg (Leichlingen)
Unterberg ist eine aus einer Hofschaft hervorgegangene Ortschaft in der Stadt Leichlingen (Rheinland) im Rheinisch-Bergischen Kreis.

## Lage und Beschreibung
Unterberg liegt im Tal der Wupper nördlich des Leichlinger Zentrums an der Einmündung der Kreisstraße K 10 in die Kreisstraße 1 in der naturräumlichen Einheit Unteres Wuppertal.
Nachbarorte sind Hülstrung, Kradenpuhl, Scheidt, Bertenrath, Bennert, Kuhle, Eicherhof, Am Hammer, Bechlenberg und Bergerhof diesseits der Wupper und Müllerhof, Bungenstraße, Ziegwebersberg, Staderhof und Merlenforst auf der anderen Wupperseite. Wüst gefallen ist Büchelshäuschen.

## Geschichte
Die Karte Topographia Ducatus Montani aus dem Jahre 1715 zeigt vier Höfe unter dem Namen Unterberg. Im 18. Jahrhundert gehörte der Ort zum Kirchspiel Leichlingen im bergischen Amt Miselohe. Die Topographische Aufnahme der Rheinlande von 1824 und die Preußische Uraufnahme von 1844 verzeichnen den Ort beide als Unterberg.
1815/16 lebten 78 Einwohner im Ort. 1832 gehörte Unterberg der Bürgermeisterei Leichlingen an. Der laut der Statistik und Topographie des Regierungsbezirks Düsseldorf als Dorfschaft kategorisierte Ort besaß zu dieser Zeit 20 Wohnhäuser und 13 landwirtschaftliche Gebäude. Zu dieser Zeit lebten 107 Einwohner im Ort, davon sechs katholischen und 101 evangelischen Glaubens.
Im Gemeindelexikon für die Provinz Rheinland werden 1885 21 Wohnhäuser mit 146 Einwohnern angegeben. 1895 besitzt der Ort 22 Wohnhäuser mit 122 Einwohnern, 1905 24 Wohnhäuser und 131 Einwohner.